# Capela de Santo António da Furna

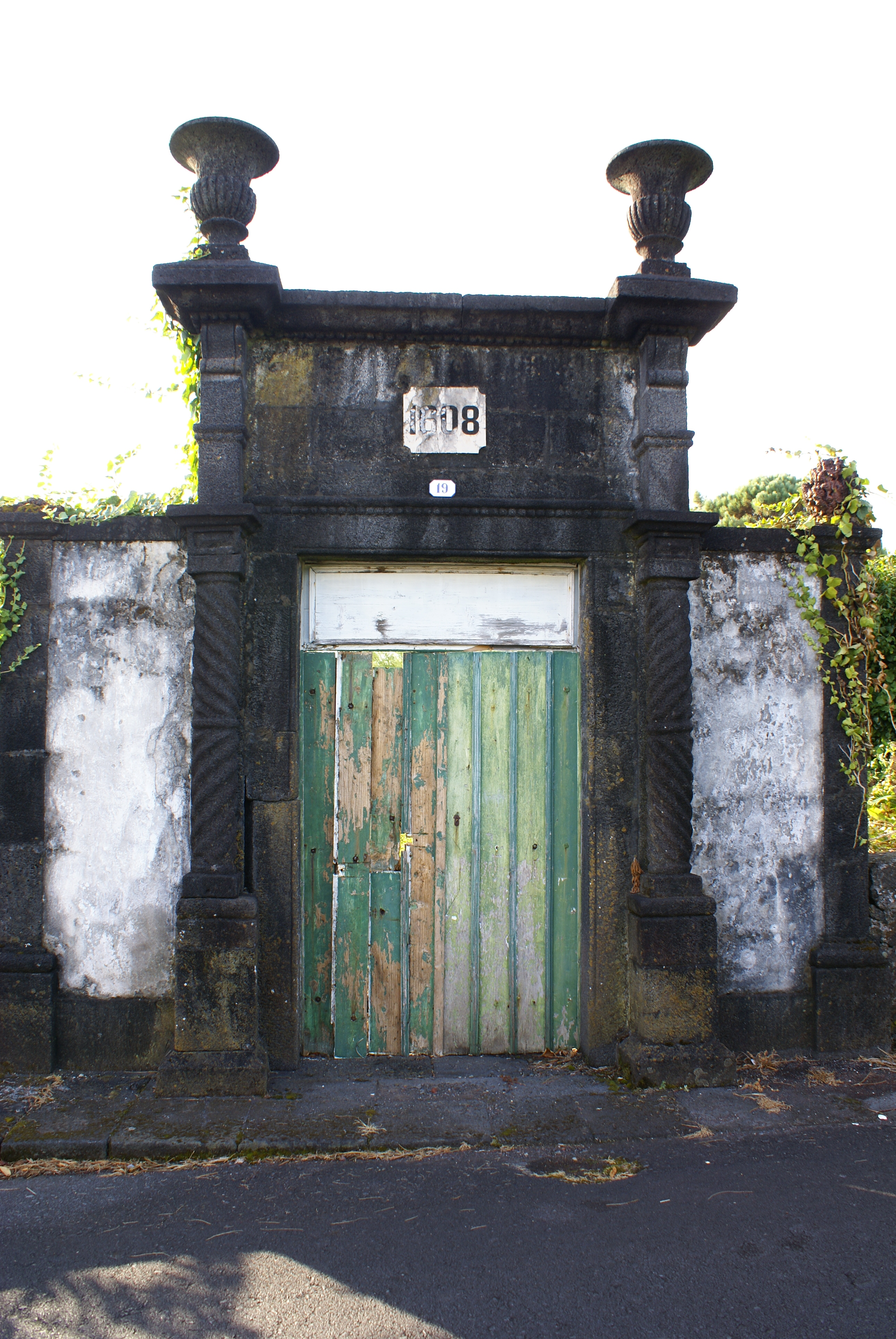
Capela de Santo António da Furna.

A Capela de Santo António da Furna foi uma capela portuguesa que se localizou na freguesia de Santo António, no concelho de São Roque do Pico, ilha do Pico, no arquipélago dos Açores.
Desta capela que data do Século XVII apenas existe um portão elaborado em cantaria de pedra basáltica negra que ostenta no frontispício a data de 1608. Este portão dá acesso à antiga residência paroquial de Santo António e segundo afirma a voz popular fazia parte da capela ali existente nos primórdios do povoado.
Em 1946 procedeu-se a escavações no local que tiveram como resultado o encontrar de inúmeras ossadas humanas, facto que reforça a existência do templo dado que era costume enterrar os mortos dentro dos templos religioso.